# إيان ستوري-مور
إيان ستوري-مور (بالإنجليزية: Ian Storey-Moore)‏ هو لاعب كرة قدم ومدرب كرة قدم بريطاني في مركز الهجوم، ولد في 17 يناير 1945 في إبسوتش في المملكة المتحدة. شارك مع منتخب إنجلترا لكرة القدم. أما مع النوادي، فقد لعب مع سكونثورب يونايتد وشيكاغو ستينغ ومانشستر يونايتد ونادي بيرتن ألبيون ونوتينغهام فورست.

## وصلات خارجية
- إيان ستوري-مور على موقع قاعدة بيانات كرة القدم.إي يو (الإنجليزية)
- إيان ستوري-مور على موقع ناشيونال فوتبول تيمز (الإنجليزية)
- إيان ستوري-مور على موقع Soccerbase.com (لاعب) (الإنجليزية)
- إيان ستوري-مور على موقع عالم كرة القدم.نت (الإنجليزية)